# Knauthainer Elstermühlgraben
Der Knauthainer Elstermühlgraben ist ein künstlicher Nebenarm der Weißen Elster und hat eine Länge von 6,39 Kilometern. Er ist das untere Teilstück eines ehemaligen, etwa 29 Kilometer langen Mühlgrabens, der durch den Tagebau Zwenkau unterbrochen wurde. Das obere Teilstück ist der Profener Elstermühlgraben. Wasserrechtlich ist der Knauthainer Elstermühlgraben ein Gewässer II. Ordnung.

## Verlauf
Der Knauthainer Elstermühlgraben zweigt als verrohrte Ausleitung in Sachsen kurz vor der Gefällestufe Hartmannsdorf von der Weißen Elster ab. Er nimmt noch verrohrt, linksseitig die Hochwasserentlastung des Krebsgrabens und in Hartmannsdorf, bereits oberirdisch und ebenfalls linksseitig, den Klucksgraben auf. Der Knauthainer Elstermühlgraben teilt sich in Knauthain in zwei Arme und ist bis zu seiner Wiedervereinigung bei Knautkleeberg auf wenigen hundert Metern Länge ein kleines Stück gewunden. Ab Knautkleeberg fließt er in annähernd geradem Verlauf am westlichen Rand der Elsteraue und nimmt kurz vor seiner Mündung von rechts den Zickmantelschen Mühlgraben auf. Der Knauthainer Elstermühlgraben mündet in Großzschocher in der Nähe der Brückenstraße in die Weiße Elster.

## Geschichte

Der ursprüngliche Mühlgraben um 1879 zwischen Eythra und Bösdorf

Der historische Mühlgraben wurde im 12. Jahrhundert durch die Mönche des Klosters Pegau und auf Veranlassung des Wiprecht von Groitzsch angelegt. Sein Hauptzweck war der Betrieb der Mühlen von Elstertrebnitz bis Großzschocher, welche teilweise noch bis ins 20. Jahrhundert genutzt wurden.
Im Zuge des Braunkohleabbaus wurde die Weiße Elster zwischen 1972 und 1977 in ihr heutiges betoniertes Bett zwischen Zwenkau und Leipzig verlegt und damit auch der Mühlgraben bei Kleindalzig in diese eingebunden bzw. bei Hartmannsdorf aus dieser wieder abgezweigt. Sein dazwischen liegendes, trocken gefallenes Bett mit einer Länge von etwa fünf Kilometern wurde ab 1984 durch die Abraumbagger devastiert. Südlich des ehemaligen Eythra ist heute noch der Mühlgraben zwischen Betonelster und Zwenkauer See erhalten, führt aber wegen des abgesenkten Grundwasserspiegels kein Wasser mehr.

## Renaturierung
Die Stadt Leipzig plant, den Knauthainer Elstermühlgraben im Zuge der Umsetzung der Europäischen Wasserrahmenrichtlinie zu renaturieren. Dabei soll der bestehende Gewässerkorridor zwischen Knauthain und Windorf um etwa 25 m verbreitert und teilweise ein neuer, mäandrierender Flusslauf angelegt werden. Allgemein wird die  vollständige Entsiegelung des Gewässerprofiles und die Herstellung der ökologischen Längsdurchgängigkeit angestrebt. Auch Teile des Krummen Grabens, des Windorfer Augrabens und des Wiesengrabens sollen mit einbezogen werden, die kleinere Altläufe zwischen Weißer Elster und Mühlgraben sind. Am 21. November 2016 wurde zu diesem Zweck ein Flurbereinigungsverfahren angeordnet.